# Rondibilis schabliovskyi
Rondibilis schabliovskyi är en skalbaggsart som beskrevs av Cherepanov 1984. Rondibilis schabliovskyi ingår i släktet Rondibilis och familjen långhorningar. Inga underarter finns listade i Catalogue of Life.